# 高地縣 (俄亥俄州)
高地縣（英語：Highland County）是位於美国俄亥俄州西南部的一個縣，面積1,445平方公里。根據2020年美國人口普查，共有人口43,317人。縣治希尔斯伯勒（Hillsboro）。該縣成立於1805年2月18日，縣名指的是赛欧托河與小迈阿密河之分水嶺。